# Hygroskopie

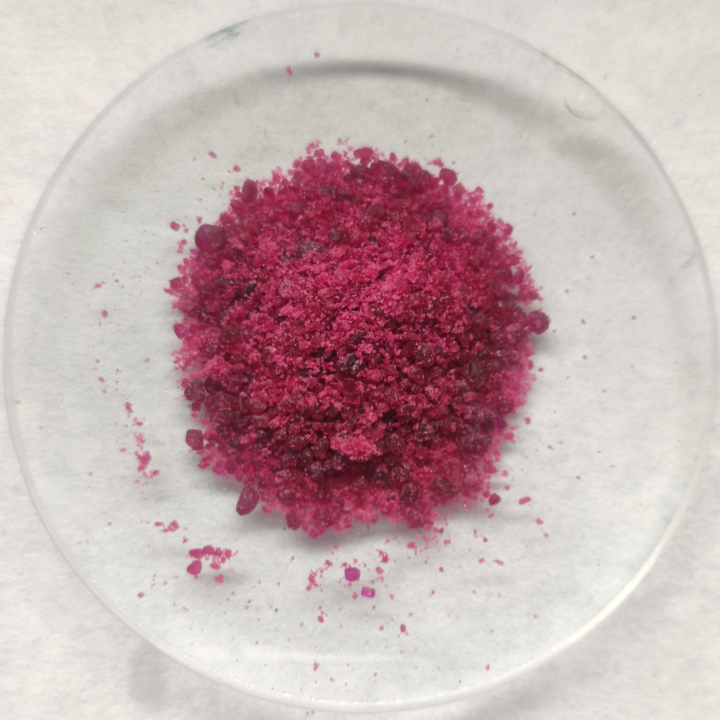
chlorid kobaltnatý, hexahydrát

Termíny „hygroskopie“, „hygroskopicita“ a „hygroskopičnost“ jsou úplná synonyma a označují schopnost látky snadno pohlcovat a udržovat vzdušnou vlhkost. Látky s touto schopností se označují jako hygroskopické. Takové látky potom za vlhka měknou a za sucha tvrdnou. Hygroskopické látky se používají jako desikanty (např. silikagel). Hodně hygroskopické jsou např. kyselina sírová, oxid fosforečný, hydroxid sodný, alkálie, chlorid hořečnatý, chlorid kobaltnatý, chlorid sodný nebo chlorid vápenatý, ale především se jedná o látky organické, jako jsou třeba vlasy a kostice. Anorganické hygroskopické látky v pevném skupenství mění v případě velké vzdušné vlhkosti své skupenství na kapalné.
Hygroskopie funguje tak, že hygroskopické látky ze vzduchu pohltí vodní páry, pak je uvnitř sebe, ale i na svém povrchu zhušťují, čímž tyto látky mění svůj objem, tvar nebo skupenství a zároveň měknou. Voda absorbovaná hygroskopickými látkami se taktéž nazývá hygroskopická.